# Mufulira

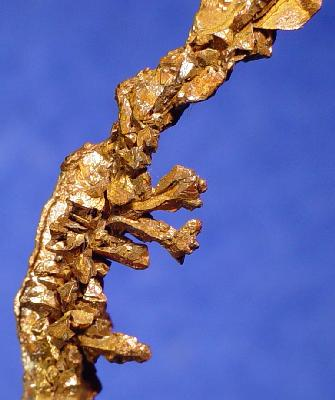
Un campione di rame prelevato dalle miniere di Mufulira.

Mufulira è una città dello Zambia, parte della Provincia di Copperbelt e capoluogo del distretto omonimo. Amministrativamente è formata dai 10 comuni che formano la circoscrizione elettorale (constituency) di Mufulira.
Ebbe grande crescita negli anni trenta, ed è situata a nord-ovest della miniera di rame principale. La città si trova a 16 km dal confine della Repubblica Democratica del Congo ed è lì che incomincia la strada della Congo Pedicle road che collega la Provincia di Copperbelt alla Provincia di Luapula, nella quale si estende l'hinterland di Mufulira. Un'autostrada collega Mufulira con le altre città di Kitwe (40 km) e Chingola (55 km) verso il sud-ovest. Una seconda autostrada, che porta verso il sud-est, collega Mufulira con Ndola (60 km), il fulcro commerciale e del trasporto della Provincia di Copperbelt. Un ramo ferroviario,
dedicato ai soli treni merci, della Zambia Railways, collega le miniere della città al resto della rete ferroviaria del paese.
La Miniera di Mufulira e di proprietà della Mopani Copper Mines e dà lavoro a 10 000 lavoratori. Nel 2007 ha prodotto 300 000 tonnellate di rame dopo la rimessa in funzione della fonderia da parte della ditta di Vela VKE. I livelli di produzione e di impiego dei lavoratori sono in declino dal 1969, quando la Provincia di Copperbelt ha fatto sì che lo Zambia diventasse il quarto produttore di rame al mondo.
La squadra di calcio della città è una delle migliori nel paese. Il presidente dello Zambia del 2002-2008 (Levy Mwanawasa) è nato in questa città così come il calciatore Robert Earnshaw e il giocatore di rugby Dafydd James.